# Audi Q3 I
Cet article concerne la première génération de l’Audi Q3. Pour des informations générales sur l’Audi Q3, consultez Audi Q3.
L'Audi Q3 est un SUV produit par le constructeur automobile allemand Audi. Ce nouveau véhicule de la série « Q » est le troisième de la marque après les Q7 et Q5. Le véhicule est commercialisé en 2011.

## Historique du modèle
Un concept car présentant le Q3 en avant-première a été dévoilé pour la première fois au Salon de l'automobile de Shanghai 2007 à Shanghai, en Chine, surnommé l’Audi Cross Coupé Quattro. Le modèle de production a été révélé pour la première fois en avril 2011, également au Salon automobile de Shanghai. Il concurrence la X1 de chez BMW mais également la GLA de chez Mercedes dans la catégorie des Crossover compact premium.
Le modèle a été lancé sur le marché allemand le 21 octobre 2011.
Audi a aussi dévoilé lors du salon de Pékin en avril 2012 un concept qui préfigure l'arrivée d'une version RS du Q3 motorisée par le 5-cylindres 2,5 L qui équipe les RS3 et TT RS.
En novembre 2014, le véhicule a été présenté à des journalistes avec un lifting lors d’une manifestation d’information à Munich; les véhicules avec le lifting étaient disponibles à partir de février 2015.
Bien qu’aucun modèle successeur n’ait été officiellement présenté, Audi a arrêté la production de la gamme début juin 2018. Depuis lors, seuls les véhicules déjà produits étaient vendus. Au total, 1,1 million de véhicules de cette génération de Q3 ont été fabriqués. Il est remplacé en 2018 par un nouveau modèle conservant le nom Q3.

## Technologie
L'Audi Q3 est fabriqué dans l'usine de production de Seat à Martorell à 30 kilomètres de Barcelone en Espagne et, comme le Volkswagen Tiguan I, il est basé sur la plate-forme PQ35 de l’A3 8P et des Volkswagen Golf V et VI.
L'Audi Q3 propose deux moteurs essence et deux moteurs diesel :
- Le moteur diesel (TDI) de 2,0 l avec injection directe à rampe commune et turbocompresseur est disponible avec une puissance maximale de 103 kW (140 ch) et 130 kW (177 ch).
- Le moteur essence (TFSI) de 2,0 l avec injection directe et turbocompresseur est disponible avec une puissance maximale de 125 kW (170 ch) et 155 kW (211 ch).

Ces moteurs génèrent entre 280 et 380 Nm de couple maximum : toutes les variantes ont un système start & stop avec un frein régénératif qui récupère l’énergie électrique lors du freinage,.
La boîte automatique à double embrayage S tronic (DQ500) à 7 rapports est proposée en option dans les variantes du Q3 avec les motorisations essence les plus puissantes, elle est conçue pour des couples allant jusqu’à 600 Newton mètres. Celle-ci entraîne en permanence les quatre roues via un embrayage multidisque. Les deux moteurs les moins puissants ont une transmission manuelle à six vitesses, le moteur TDI d’entrée de gamme (103 kW) n’était proposé qu’avec une traction avant. En plus de l’assistant de démarrage standard, d’autres systèmes d’assistance à la conduite sont disponibles en tant qu’équipements spéciaux, par exemple l’assistant de maintien dans la voie et de changement de voie (Audi Active Lane Assist, Audi Side Assist) ainsi que diverses aides au stationnement.

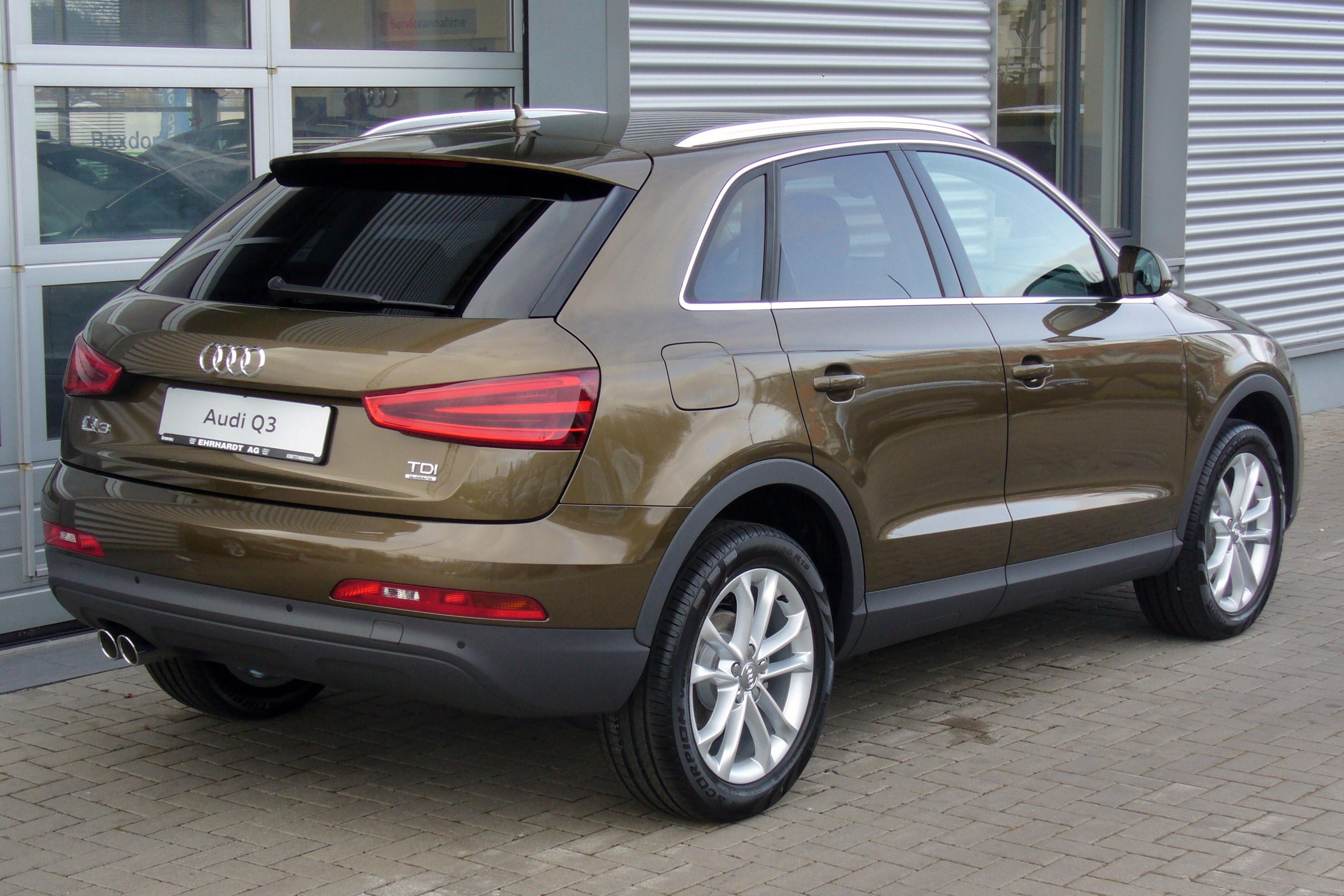
Vue arrière (2011–2014).
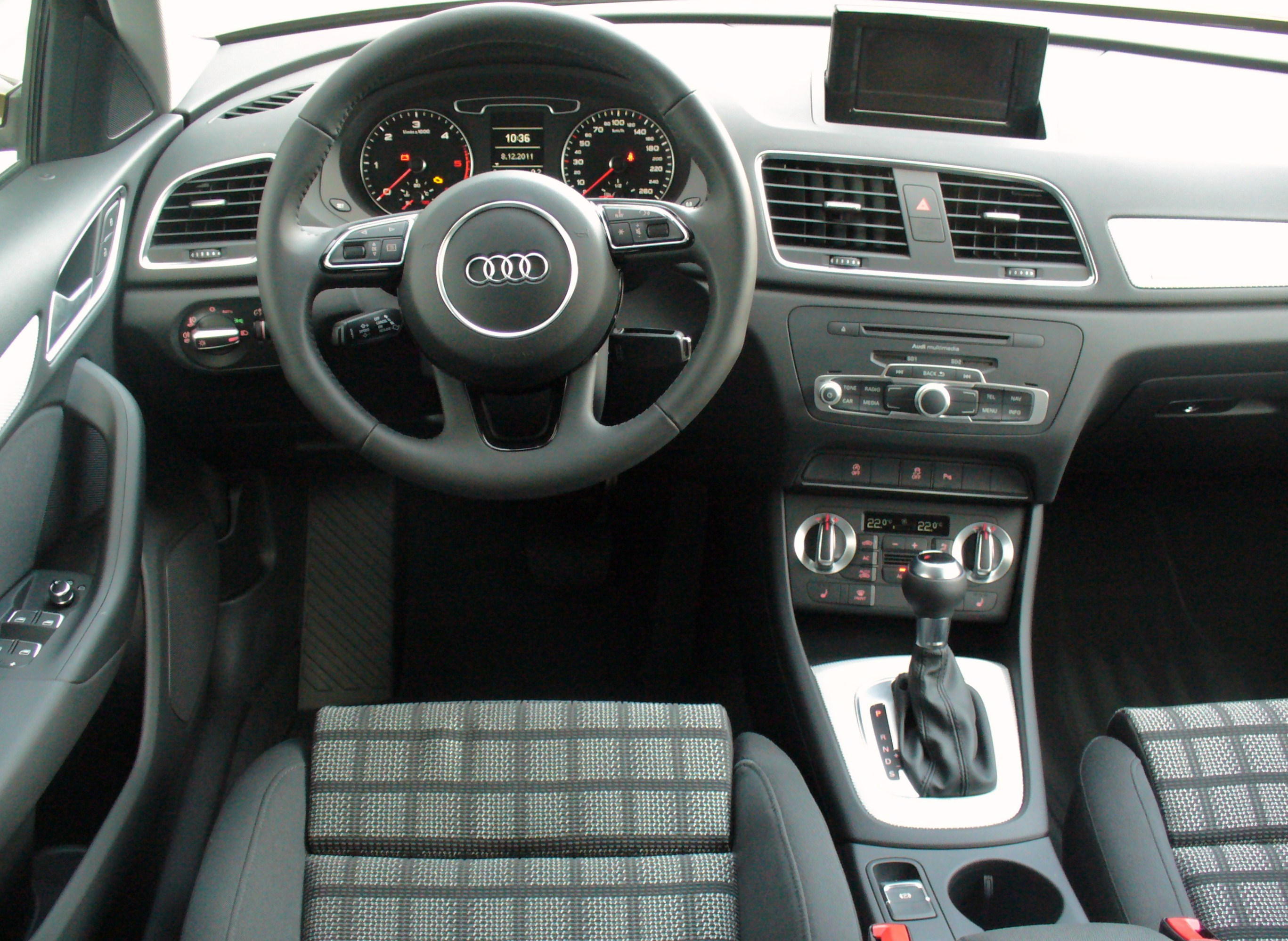
Intérieur (2011–2014).
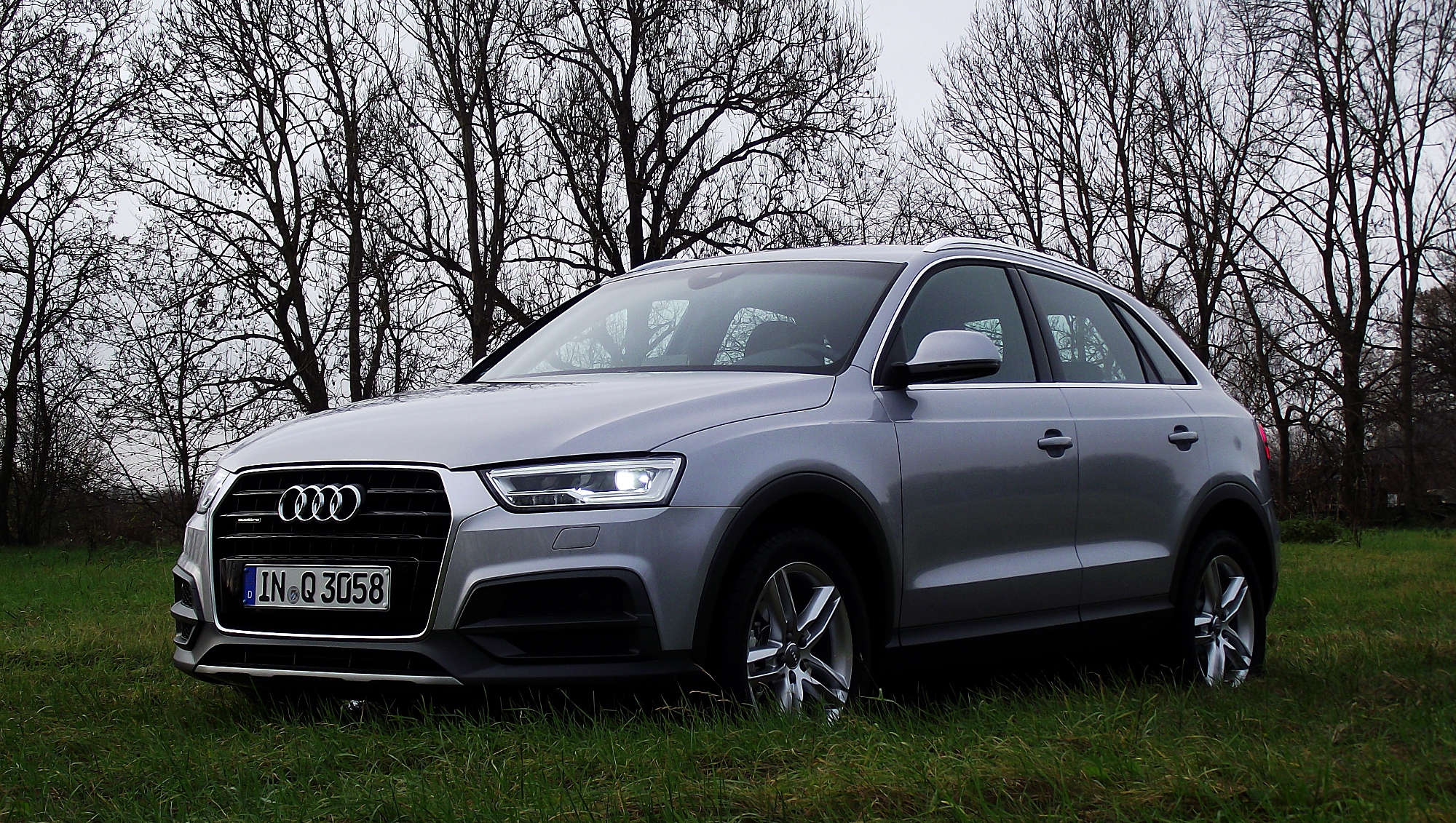
Lifting (2014–2018).
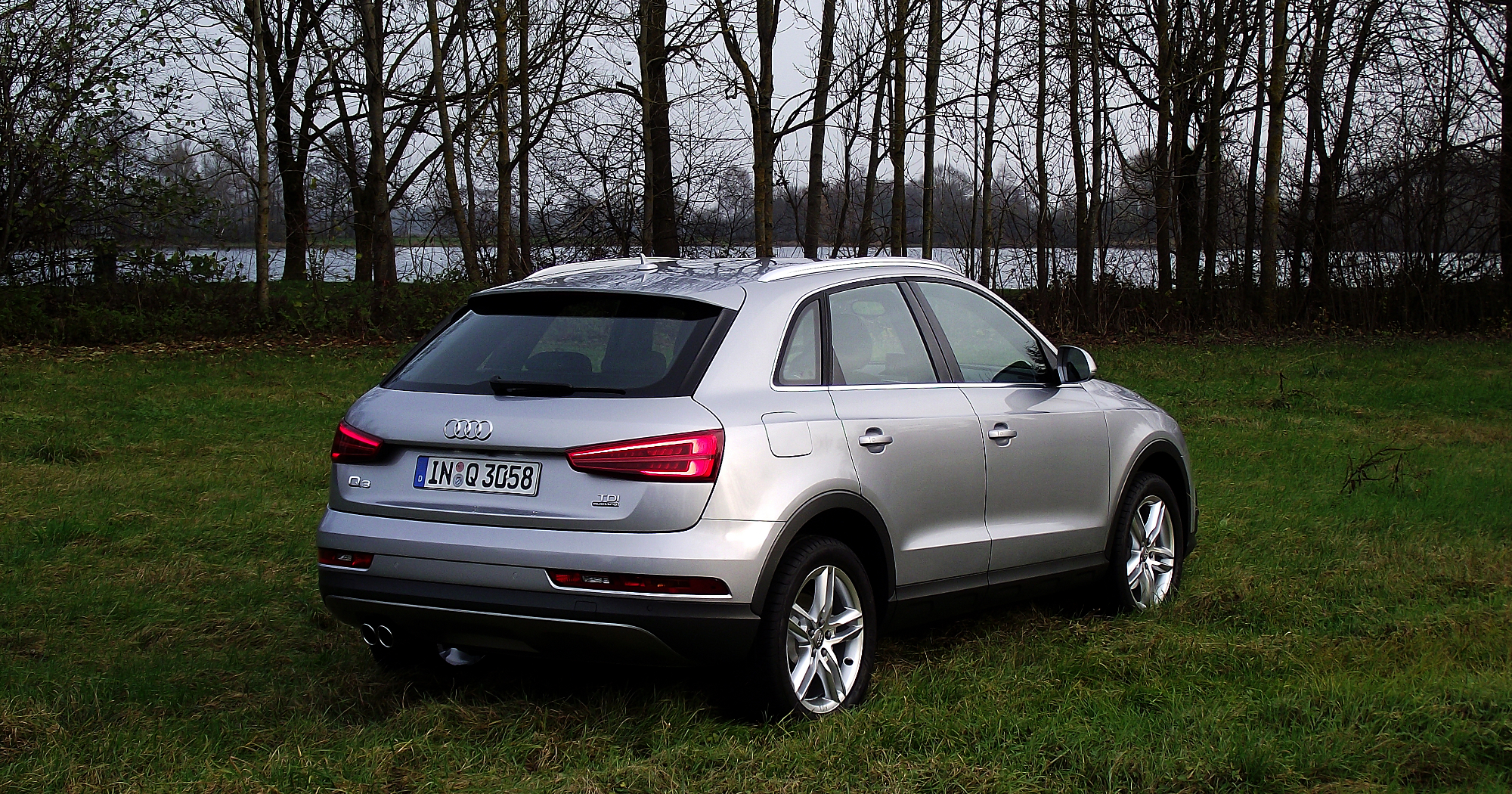
Vue arrière (2014–2018).
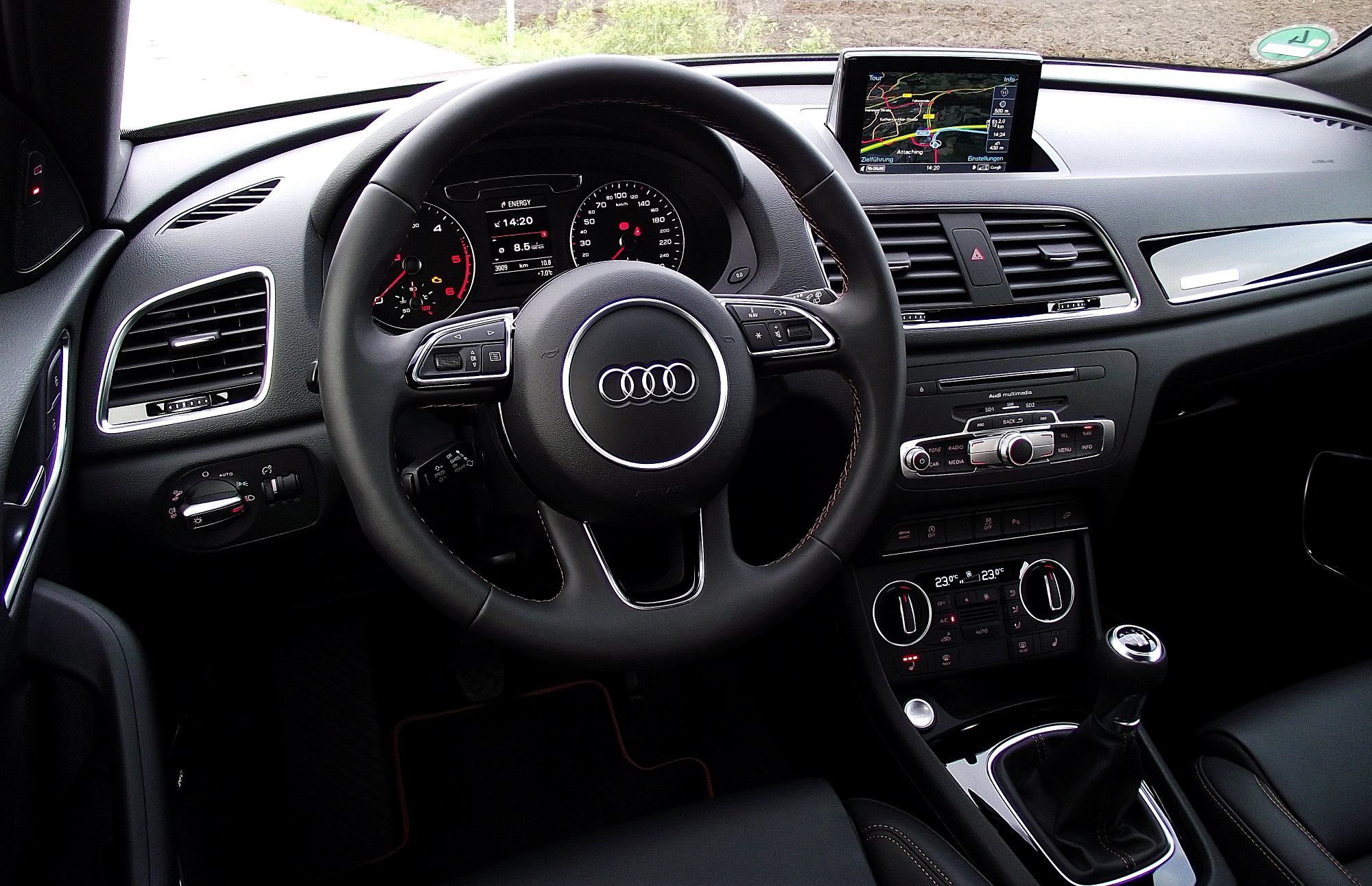
Cockpit (2014–2018) avec l’Audi MMI.

## RS Q3

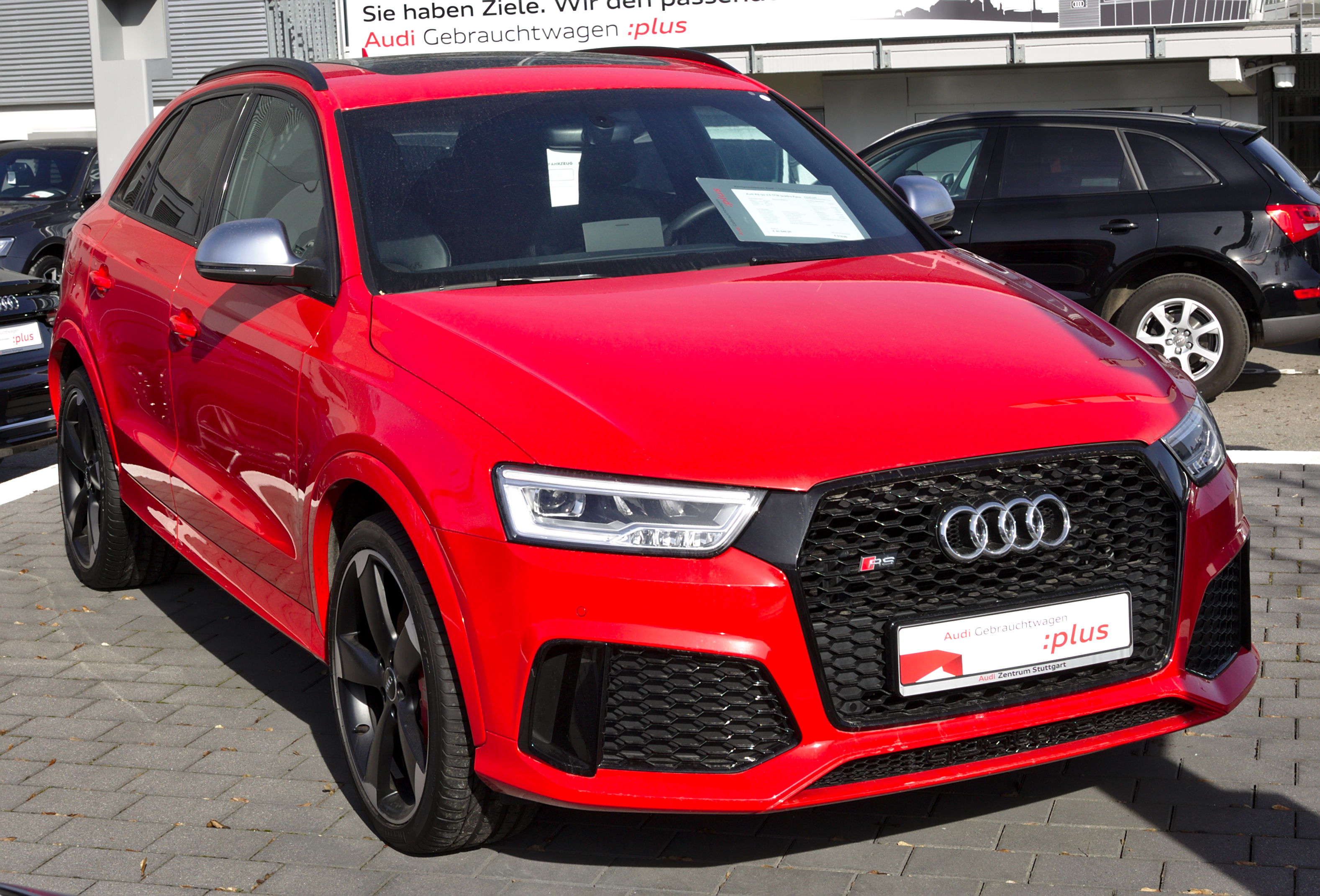
Audi RS Q3.

L'Audi RS Q3 est la version sportive du Q3 sortie en 2013, après être dévoilée au salon de Genève 2013. Elle est basée sur l'Audi RS Q3 Concept, étant motorisée par un moteur 5-cylindres turbo de 2,5 L qui développe 320 ch. Ce modèle est disponible uniquement avec la boîte automatique 7 rapports (S-Tronic).

### Audi RS Q3 Performance
En 2016, Audi présente la version Performance sur son RS Q3 qui possède un moteur de 367 ch et une vitesse de pointe de 270 km/h. Le couple développe 465 N m et l'accélération passe de 4,7 à 4,4 secondes.

## Motorisation
La transmission intégrale quattro est disponible en option sur le moteur diesel (elle est de série sur le 2.0 essence et indisponible sur le 1.4 essence).
En 2013 est introduit le 1.4 TFSI. Dès 2015, ce dernier est remplacé par le 1.4 TFSI ACT (Active Cylinder Management) avec l'introduction de la phase 2 sur le marché.

### Spécifications techniques
|               | Q3 1.4 TFSI                   | Q3 1.4 TFSI ACT                | Q3 2.0 TFSI                    | Q3 2.0 TFSI                    | Q3 2.0 TDI                    | Q3 2.0 TDI                     | Q3 2.0 TDI                     |
| ------------- | ----------------------------- | ------------------------------ | ------------------------------ | ------------------------------ | ----------------------------- | ------------------------------ | ------------------------------ |
| Énergie       | Essence                       | Essence                        | Essence                        | Essence                        | Diesel                        | Diesel                         | Diesel                         |
| Cylindrée     | 1 395 cm3                     | 1 395 cm3                      | 1 984 cm3                      | 1 984 cm3                      | 1 968 cm3                     | 1 968 cm3                      | 1 968 cm3                      |
| Configuration | 4 cylindres en ligne          | 4 cylindres en ligne           | 4 cylindres en ligne           | 4 cylindres en ligne           | 4 cylindres en ligne          | 4 cylindres en ligne           | 4 cylindres en ligne           |
| Puissance     | 125 ch (92 kW) à 5 000 tr/min | 150 ch (110 kW) à 5 000 tr/min | 180 ch (132 kW) à 4 000 tr/min | 220 ch (161 kW) à 4 500 tr/min | 120 ch (88 kW) à 3 250 tr/min | 150 ch (110 kW) à 3 500 tr/min | 184 ch (135 kW) à 3 500 tr/min |
| Couple        | 220 N m à 1 500 tr/min        | 250 N m à 1 500 tr/min         | 320 N m à 1 400 tr/min         | 350 N m à 1 500 tr/min         | 290 N m à 1 750 tr/min        | 340 N m à 1 750 tr/min         | 380 N m à 1 800 tr/min         |
| Accélération  | 0 à 100 km/h en 10,8 s        | 0 à 100 km/h en 9,2 s          | 0 à 100 km/h en 7,6 s          | 0 à 100 km/h en 6,4 s          | 0 à 100 km/h en 10,9 s        | 0 à 100 km/h en 9,3 s          | 0 à 100 km/h en 7,9 s          |
| Vitesse maxi  | 194 km/h                      | 204 km/h                       | 217 km/h                       | 233 km/h                       | 190 km/h                      | 204 km/h                       | 219 km/h                       |
| Consommation  | 5,8 L/100 km                  | 5,5 L/100 km                   | 6,6 L/100 km                   | 6,7 L/100 km                   | 4,5 L/100 km                  | 4,9 L/100 km                   | 5,3 L/100 km                   |
| CO2           | 133 g/km                      | 127 g/km                       | 152 g/km                       | 154 g/km                       | 121 g/km                      | 131 g/km                       | 139 g/km                       |
| Poids à vide  | 1 385 kg                      | 1 460 kg                       | 1 615 kg                       | 1 640 kg                       | 1 560 kg                      | 1 645 kg                       | 1 680 kg                       |